# 21075 Heussinger
21075 Heussinger è un asteroide della fascia principale. Scoperto nel 1991, presenta un'orbita caratterizzata da un semiasse maggiore pari a 2,4218665 UA e da un'eccentricità di 0,1795174, inclinata di 2,23033° rispetto all'eclittica.